# Mythimna striatella
Mythimna striatella är en fjärilsart som beskrevs av Max Wilhelm Karl Draudt 1950. Mythimna striatella ingår i släktet Mythimna och familjen nattflyn. Inga underarter finns listade i Catalogue of Life.